# Guido Valabrega
Guido Valabrega (Torino, 5 febbraio 1931 – Milano, 11 febbraio 2000) è stato uno storico italiano che si è occupato prevalentemente del Medio oriente contemporaneo e dei conflitti arabo-israeliani.

## Biografia
Nato a Torino da famiglia ebrea che si rifugia nel 1942 in Val di Susa per sfuggire alle persecuzioni antisemite e rientra a Torino nel 1945. Durante gli anni del liceo è militante del movimento sionista e attivo nel promuovere la conoscenza della cultura ebraica e dell'esperienza della costruzione dello stato ebraico in Palestina. Entrato a far parte del movimento Hechaluz, nel 1950 si trasferisce in Israele presso il kibbuz di Ruhama nel Negev. 
Dopo l'iniziale entusiasmo per la vita del kibbuz, diviene sempre più critico nei confronti della politica di Israele e del Mapam.
Rientrato in Italia aderisce nel 1953 al Partito Comunista Italiano e si iscrive alla Facoltà di lettere e filosofia dell'Università di Torino dove nel 1957 si laurea in storia contemporanea con una tesi sul movimento operaio e contadino in Palestina. Dal 1959 al 1963 è segretario del Centro di documentazione ebraica contemporanea di Milano e poi della Casa della Cultura. È tra i fondatori del GRMOC Gruppo di Ricerca sul Medio Oriente contemporaneo di cui è presidente dal 1978 fino alla seconda metà degli anni ottanta.
Alla fine degli anni 60, inizio anni 70, insegna "lettere" all' Istituto Luigi Einaudi di Magenta prima e presso l ' I.T.I.S. Feltrinelli di Milano poi.
Dal 1975-1976 è docente presso l'Università di Bologna, dove insegna Storia dei paesi afroasiatici presso la Facoltà di Storia e filosofia. La sua attenzione di docente e studioso è sempre rivolta alla questione israelo-palestinese e alla storia dei movimenti nazionali e di ispirazione socialista nei Paesi arabi. Su questi temi ha lasciato opere importanti. Ha curato anche l'introduzione al primo volume in italiano sulla lotta del popolo palestinese.
Contrario alla svolta della Bolognina che annuncia lo scioglimento del P.C.I. aderisce prima a Democrazia Proletaria poi al Partito della Rifondazione Comunista. È tra gli oppositori della prima guerra del Golfo.
Durante le lezioni tenute presso l'Università di Bologna proietta il film censurato in Italia Il Leone del deserto incentrato su Omar al-Mukhtar, capo senussita che resistette alla conquista italiana. È animatore di viaggi studio presso la Jamahiriyya libica. Pur consapevole delle difficoltà accoglie con favore nel 1993 gli Accordi di Oslo siglati dallo Stato d'Israele e dall'Organizzazione per la liberazione della Palestina.
Tra i suoi ultimi lavori figura un'antologia di scritti sul conflitto israelo-palestinese per l'editore Teti che presenta per la prima volta in traduzione italiana voci importanti tra i Nuovi storici israeliani come Ilan Pappè e Benny Morris.